# Sacheon Airport
Sacheon Airport (koreanska: 사천공항, Sach'ŏn Konghang) är en flygplats i Sydkorea. Den ligger i den södra delen av landet, 290 km söder om huvudstaden Seoul. Sacheon Airport ligger 7 meter över havet.
Terrängen runt Sacheon Airport är platt åt nordväst, men åt sydost är den kuperad. Runt Sacheon Airport är det tätbefolkat, med 308 invånare per kvadratkilometer. Närmaste större samhälle är Jinju, 11,6 km norr om Sacheon Airport. I omgivningarna runt Sacheon Airport växer i huvudsak blandskog.